# تاکاهیده اومباچی
تاکاهیده اومباچی (انگلیسی: Takahide Umebachi؛ زادهٔ ۸ ژوئن ۱۹۹۲) بازیکن فوتبال اهل ژاپن است.
از باشگاه‌هایی که در آن بازی کرده‌است می‌توان به باشگاه فوتبال کاشیما آنتلرز اشاره کرد.